# Grindvloer
Grindvloer of siergrindvloer is een vloerbedekking dat bestaat uit een verlijmde laag grind. 
Het kan worden toegepast in woonhuizen, in verschillende kleuren, maar wordt het meest gevonden in showrooms en andere veel belopen ruimten.
Wanneer het in natte ruimten wordt gelegd, zoals een toilet of badkamer, wordt ook nog een laag epoxy gebruikt.